# 天降百万
《天降百万》（英語：The Money Drop，又译“百万得失”等）是Endemol公司原创的国际性大型益智游戏节目。首个版本是《The Million Pound Drop Live》，是英国第四台于2010年5月24日开播的，首个主持人是达维娜·麦考尔（Davina McCall）。截至目前，《天降百万》已有超过五十个国际性版本。

## 基本规则（英国原版自节目开播至第九季）
节目要求两位选手合作参与答题。答题开始前，选手将暂时获得一百万英镑（四十份，每份均为二万五千英镑）现金作为起始奖金额。选手的任务，就是在回答每个问题时保留最多的奖金。
节目是现场直播（只有2012年7月—8月的名人版Celebrity Games特辑和2012年、2013年Channel 4 Mash-up是录影），所以题目上会设置一些诸如“最近”、“昨天”、“今天”甚至“现在”等字眼以保证是直播。
整个节目共设置8个问题，每一个问题由两个关键词中的一个决定。因为节目是现场直播，所以如果选手耗费太多时间讨论选择什么主题，主持人可以掷硬币随机决定。前4题每题有4个选项，5—7题各有3个选项，最后一题只有2个选项。选手必须把奖金摆放在选项对应的答案平台上。如果选手不确定答案，可以选择超过一个答案，但有一个答案平台必须放空（不能摆放任何奖金）。每个问题答题时间为60秒，时间到后，选手不可以更改答案或继续挪动奖金（除非因时间急促导致最终摆放的奖金滑落到桌面上，主持人可以帮忙把奖金摆正）。
计时结束后，错误的答案对应的答案平台将打开，摆在其上的奖金将掉到舞台下，被工作人员没收（回收后供下一组参赛者游戏用）。如果所有奖金全部消失，则游戏结束，选手将被驱逐出场。如果选中正确答案，摆放在其上的奖金将可以带入下一题的作答中。如果在第8题选中唯一的正确答案，选手可以赢得剩余的所有奖金。
如果选手很肯定答案，可以在摆放完奖金后选择停止计时。

### 场外参与方式
场外观众可以在节目直播的同时，通过官方网站和手机应用同步参加《天降百万》的在线游戏。（官方网站在直播开始前的在线游戏登录界面公布的时间为《天降百万》在所在时区的播出时间，如在夏时制的当地时间21:00开始直播。）制作单位可以从表现较好的在线玩家中选取选手参加节目制作。英国各地各大博彩公司也在节目直播同时通过开盘博彩的形式，竞猜正在节目中游戏的选手将在何题目退出游戏，或者还剩多少金额。

#### 现象
每当题目中涉及某个特定网站的名称时，所被提及的网站在题目公布后的一分钟内可能会崩溃，原因是众多在线网友想通过该网站立即查找这个题目的答案。举例来说，在北京时间2013年6月15日4:00开播的第十季第一期《天降百万》英国版节目中，有选手面对以下这个问题：“根据publicprofiler.org的说法，史密斯（Smith）在以下哪一个国家不是最常见的姓氏？”根据达维娜在节目中的说词，publicprofiler.org网站在选手答题的一分钟内崩溃。

## 世界各地的其他版本规则（含英国版的变化）

### 英国版：2010年圣诞节特辑
2010年英国版《天降百万》的圣诞节特辑中，如果选手没有获得奖金，可以得到制作者提供的一份奖品作为鼓励。

### 英国版：名人挑战赛（Celebrity Games）
2012年，英国第四台（Channel 4）获得2012年伦敦残奥会的报道权。为庆祝此事，英国版特意开设了“名人挑战赛”（Celebrity Games）特辑。特辑分四周播出，每周双播，且为提前录影（除2012、2013年的Channel 4 Mashup外都是直播）。每周由一队四组在英国享誉极佳的名人组成，其中队长在当地时间周五晚的节目中第一个出赛。其他三组名人都在制作单位特设的“Game's Room”（中文译名“游戏屋”）内玩“天降百万”的在线游戏（直播时供全英观众参与，此时只对后台选手开放）。
当前面有选手下场时，下一个出赛的将是在线游戏表现最佳的选手。表现最佳的排序依据是：重玩次数（如损失全部100万虚拟的“英镑”时，新的100万虚拟的“英镑”出现的累计次数）、剩余虚拟奖金、答题快慢。
所有的奖金供帮扶残疾人的公益项目使用。当周若总额超过15万英镑，则制作单位将追加10万英镑入库。
第三周上集中，出赛的队长是Steps（英国的一支流行歌唱组合），八名选手以接力的方式，每组两人各回答两道题。他们最终赢得25万英镑，是这个特别季的最高奖金。
第四周下集（该特别季的最后一集）的最后，四组选手逐一面对各异的二选一问题，每组答对即可在总额上加上5万英镑。本季节目结束时，共筹得70万英镑公益金。

### 英国版：第十季
自2013年6月英国版该节目的第十季开始，规则发生了明显更改。节目允许四人组成的一个团体参赛。因为只有2名选手可以在场上挑战“天降百万”，所以选手有两次换人参赛的机会。但和足球比赛类似，换下去的选手在最后一题之前，不能再上场。
英国版第十季和美国版（见下文“美国版”）的设置很相似，只有7个问题，包括3题四选一，3题三选一和1题二选一的问题。而且第8题为翻倍题（原版称“The Final Drop”），如果选手成功完成这个二选一的答题，则可以赢得现有奖金的两倍；否则，一旦答错，奖金归零。当然，选手如果没有把握，可以放弃作答，拿走全部奖金。

### 英国版：第十一季
自英国版第十一季（2014年夏季将播出）的节目开始，除了沿用第十季的规则外，恢复了“个人赛”的规则。选手可以以个人身份参加《天降百万》的制作。先前在英国版的第一季和中国版中，有6人先后以个人身份参与这个游戏。

### 美国版
美国版于2010年12月20日在福克斯广播公司的旗下FOX频道首播。只设置7个问题，包括3个4选1问题，3个3选1和一个2选1的问题。和原版不同，选手有一次“改答案”（Quick Change）的机会，即可用30秒时间改答案，不过前6题有且只有一次改答案机会。
在第4—5题，答题时间延长到75秒；第6题时，答题时间为90秒。
第7题为2选1的问题，答题没有时间限制。但是，主持人凯文·波拉克（Kevin Pollak）会给出一个关于这个题目的提示，随后选手有60秒的时间做出最后的决定，是否更改答案。
这个规则后来被一些使用美国模式的国家使用，但计时方式和某些规则有细微差别。如，斯洛文尼亚版（Denar Pada）第二季节目中，选手有两次改答案机会，但不能在一道题里重复使用。

### 欧元区部分国家版本：换题权
在某些欧元区国家的版本中，选手有一次“换题权”，即如果选手对所选题目不确定，可以选择换题，但换成该题目的另一个主题。选手有且只有一次这样的权利，且可在任何题目（包括最后一题）计时前使用。

### 中国版

#### 贵州卫视《最强喜事》
贵州卫视于2011年7月24日开播的《最强喜事》，共播出18期（常规节目17期），主持人依次有王新、孙国庆和马可。

##### 早期：第1—5集、第16集
出于政策原因，本节目并没有使用现金作为奖励，取而代之是50个iPad平板电脑，代表50个全球旅游胜地。其他规则与美国版相同。
第16集为早期孙国庆主持的版本，因节目编排原因于2011年12月11日播出。

##### 后期：第6—15集、第17集
选手需面对三个问题，每题只有30秒的答题时间。选手没有权利改答案。三个问题依次为4选1、3选1和2选1。
完成3题答题后，剩余平板电脑对应的奖励如下：
| 剩余电脑数 | 奖励                                 |
| ---------- | ------------------------------------ |
| 30         | 欧洲、亚洲、中国旅游线路（30次旅游） |
| 20—29      | 亚洲、中国旅游线路（20次旅游）       |
| 10—19      | 中国旅游线路（10次旅游）             |
| 少于10     | 中国一处旅游胜地（1次旅游）          |

#### 山東電視《讓夢想飛 智在必得》
山東電視生活頻道《讓夢想飛》第6季《智在必得》於2014年6月16日開播，由楊波主持。
選手首先會獲發5萬人民幣獎金，並在10道問題選取5道作答。在此版本中，選手可把獎金擺放在所有答案平台上。但如果選手只剩餘不多於5,000人民幣獎金，則只能把所有獎金擺放在同一答案平台上，但同時獲得一次排除一個錯誤答案的機會。選手可在其中一題向正在觀看直播的親友求助，但必須交出5,000元獎金。
選手成功挑戰5題後，可選擇進行終極挑戰（與英國版「The Final Drop」相同），如果挑戰成功，獎金將翻倍；否則，獎金歸零。

### 日本版
日本版天降百万为不定期播出的特辑，截至目前只播出两集，扣除广告时间，每集100分钟。头奖为2000万日元。不论舞台设计还是背景音乐全部使用英国模式，但规则和前述英国版模式完全不一样。

#### 第1集：2012年10月31日播出
该集节目除了规则全部使用美国版模式，每道题答题限时均为60秒（有一次改答案机会，限时30秒）（详见前述“美国版”），其他全部使用英国版模式。

#### 第2集：2013年1月10日播出
该集节目保留前一集除游戏规则外所有配置，但游戏规则全部都是基于各版的自造规则：
- 基本规则的变化：选手共需面对六个常识性选择题，答题限时均为60秒。1—3题每题有4项选择，4—5题每题有3项选择，最后一题为二选一（只能选择唯一的答案）。
- 三名选手同时出镜：允许三人组合参加，规则见以下示例：

例：甲、乙、丙三人同时参加日本版《天降百万》，在第1题前主持人问谁来作答，指定甲和乙回答问题，丙只能计时过程中在旁观看，不能出声。接下来的问题中，甲和乙任何一个人的位置都不能由丙替代。

## 头奖得主
世界各国有3个《天降百万》头奖得主，获得该国版本的最高奖金。
- 德国：2011年6月8日，霍斯特·利希特尔和纳达·利希特尔，奖励100万欧元，是世界上第一个通过《天降百万》赢得全款奖金的组合；
- 阿根廷：2011年8月3日，克劳迪奥·帕特罗和伊内斯·玛丽亚·马丁，奖励100万阿根廷比索，是美国模式下《天降百万》首个赢得全款奖金的组合；
- 西班牙：2013年9月23日，玛丽·费尔南迪斯和保罗·费尔南迪斯，奖励20万欧元。

## 争议
2010年11月5日的英国原版《天降百万》中，选手约翰尼和迪伊面对这样一道问题——选项有“西尔维斯特·麦考伊”、“保罗·麦甘”、“克里斯托弗·埃克莱斯顿”和“大卫·坦南特”。题目是“谁出演《谁博士》（Dr. Who）的时间最长？”他们不知道答案，将奖金分别放在“麦考伊”和“麦甘”两个答案上。节目给出的正确答案是“大卫·坦南特”，他们被踢出节目。事后，观众提出质疑称，节目出错。经过英国广播公司事后确认，“麦考伊”正确。迫于舆论压力，加之BBC方面提供了正确答案，二位于一周后获准再度出镜参与该节目，并最终赢得二万五千英镑。

## 全球所有版本
备注：以下折合人民币元的数额，以雅虎财经公布的最新外币兑人民币牌价为准，同时参考中国银行公布的外汇牌价。本篇按北京时间2014年4月22日00:00左右公布的汇率计算。开播日期不明确的不在此列。

### 基于英国模式的版本
| 国家及语言             | 节目名称                            | 主持人               | 频道              | 奖金（该国货币）                   | 奖金（折合现价人民币） | 播出日期       |
| ---------------------- | ----------------------------------- | -------------------- | ----------------- | ---------------------------------- | ---------------------- | -------------- |
| 阿富汗                 | شما و میلیون                        | Mukhtar Lashkari     | 1TV               | 一百万阿富汗尼                     | 11.06万元              | 2014年2月15日  |
| 阿尔巴尼亚             | 100 Milionë                         | 伊诺·波比            | Top Channel       | 一千万阿尔巴尼亚列克（一亿旧列克） | 58.33万元              | 2011年1月11日  |
| 白俄羅斯               | 100 миллионов                       | Georgiy Koldun       | ONT               | 一亿白俄羅斯盧布                   | 57357元                | 2014年9月13日  |
| 比利时（荷兰文）       | De val van 1 miljoen                | 埃·格鲁亚特          | Vier（四频道）    | 一百万欧元                         | 859.11万元             | 2013年8月31日  |
| 保加利亚               | Да ти паднат 100 хиляди             | 尼基·科伦切夫        | Nova              | 十万保加利亚列弗                   | 44.05万元              | 2012年3月12日  |
| 中华人民共和国（新版） | 讓夢想飛 智在必得                   | 楊波                 | 山東電視生活頻道  | 五万人民币                         | 5万元                  | 2014年6月16日  |
| 丹麦                   | Pengene på bordet                   | 克劳斯·埃尔明        | TV2               | 二百万丹麦克朗                     | 230.13万元             | 2013年3月23日  |
| 埃及                   | أنت والمليون                        | 纳格拉·巴德尔        | Mehwar TV         | 一百万埃及镑                       | 88.96万元              | 2012年2月24日  |
| 爱沙尼亚               | Rahaauk                             | 阿拉尔·基维萨        | TV3               | 十万欧元                           | 85.91万元              | 2011年9月12日  |
| 德国                   | Rette die million!                  | 约尔格·皮拉瓦        | ZDF               | 一百万欧元                         | 859.11万元             | 2010年10月13日 |
|                        | ფულთან თამაში                       | 迪米特里·史特拉德    | Imedi TV          | 十万格鲁吉亚拉里                   | 32.36万元              | 2013年4月10日  |
| 希腊                   | Money Drop                          | 吉格里斯·阿纳特格罗  | Mega              | 三十万欧元                         | 257.73万元             | 2010年10月16日 |
| 匈牙利                 | A 40 Milliós Játszma                | 拉科齐·费雷茨        | TV2               | 四千万匈牙利福林                   | 111.79万元             | 2010年11月29日 |
| 冰島                   | Vertu viss                          | Þórhallur Gunnarsson | RÚV               | 一千萬冰島克朗                     | 46.73萬元              | 2013年11月9日  |
| 印度（孟加拉文）       | কোটি টাকার বাজি                           | 吉塔                 | Star Jalsha       | 一千万印度卢比                     | 102.88万元             | 2011年10月15日 |
| 以色列                 | אל תפיל את המיליון                  | 埃雷兹·塔尔          | 二频道            | 一百万以色列新谢克尔               | 178.91万元             | 2010年10月13日 |
| 義大利                 | The Money Drop                      | 格里·斯科蒂          | 5频道             | 一百万欧元                         | 859.11万元             | 2011年12月12日 |
| 日本                   | 2000万円クイズ! マネードロップ      | 中山裕介             | TBS               | 两千万日元                         | 121.46万元             | 2012年10月31日 |
|                        | Шоу Сорок Миллионов Тенге           | 阿卜杜勒·穆赫塔罗夫  | TV7               | 四千万哈萨克斯坦坚戈               | 136.88万元             | 2011年1月22日  |
| 拉脫維亞               | Paņem 100 000... ja vari            | 埃德加·璐丹          | TV3               | 十万欧元                           | 85.91万元              | 2011年10月1日  |
| 立陶宛                 | 100 000 eurų grynais                | 安迪·米库塔修斯      | TV3               | 十万欧元                           | 85.91万元              | 2011年9月2日   |
| 马来西亚（马来文）     | RM 1,000,000 Money Drop             | AC·米扎尔            | Astro Ria         | 一百万马来西亚林吉特               | 191.66万元             | 2011年12月3日  |
| 蒙古国                 | 50 саяын уналт                      |                      | Edutainment TV HD | 五千萬蒙古圖格里克                 | 16.53万元              | 2013年1月      |
| 蒙古国                 | 80 саяын уналт                      | 八千萬蒙古圖格里克   | Edutainment TV HD | 26.45万元                          | 2016年4月27日          |                |
| 荷蘭                   | Show Me The Money                   | 博·凡·多伦斯         | SBS 6             | 一百万欧元                         | 859.11万元             | 2011年4月11日  |
| 波蘭                   | Postaw na milion                    | 卢卡斯·诺维茨基      | TVP2              | 一百万波兰兹罗提                   | 205.56万元             | 2011年3月5日   |
| 葡萄牙                 | The Money Drop - Entre a ganhar     | Teresa Guilherme     | TVI               | 十万欧元                           | 85.91万元              | 2015年3月30日  |
| 羅馬尼亞               | Cu banii jos                        | 丹·内格鲁            | Antena 1          | 十万欧元                           | 85.91万元              | 2012年9月19日  |
| 俄羅斯                 | Шоу Десять миллионов                | 马克西姆·加尔金      | 俄罗斯一台        | 一千万俄罗斯卢布                   | 174.32万元             | 2010年9月4日   |
| 新加坡（英文）         | Million Dollar Money Drop           | 吴宇卫               | 新传媒5频道       | 一百万新加坡元                     | 497.30万元             | 2011年8月9日   |
| 西班牙                 | Atrapa un Millón Diario             | 卡洛斯·索博拉        | Antena 3          | 至多61.5万欧元                     | 528.09万元             | 2011年4月4日   |
| 瑞典                   | Miljonlotteriets pengarna på bordet | 保罗·罗伯托          | TV4               | 二百万瑞典克朗                     | 188.03万元             | 2013年10月1日  |
| 瑞士（德文）           | Die Millionen-Falle                 | 勒内·林德斯巴赫      | SF1               | 一百万瑞士法郎                     | 703.37万元             | 2011年7月4日   |
| 泰國                   | The Money Drop Thailand             | Varavuth Jentanakul  | 泰国第7台         | 二百万泰国铢                       | 38.52万元              | 2014年8月2日   |
| 土耳其                 | Bir Milyon Canlı Para               | 梅苏特·亚尔          | Kanal D           | 一百万新土耳其里拉                 | 291.92万元             | 2014年3月31日  |
| 乌克兰                 | Шоу на два мiльйони                 | 多曼斯科·舍甫琴科    | 1+1               | 二百万乌克兰格里夫纳               | 110.88万元             | 2011年1月12日  |
| 英国                   | The Million Pound Drop Live         | 达维娜·麦考尔        | 第四台            | 至多200万英镑                      | 2091.56万元            | 2010年5月24日  |
| 越南                   | Đừng để tiền rơi                    | 黃中義（音译）       | 越南电视三台      | 两亿越南盾                         | 57984元                | 2014年1月16日  |
| 越南                   | Đừng để tiền rơi                    | 成忠（音译）         | 越南电视三台      | 两亿越南盾                         | 57984元                | 2016年1月6日   |

### 基于美国模式的版本
| 国家及语言             | 节目名称                    | 主持人             | 频道           | 奖金（该国货币）     | 奖金（折合人民币元） | 播出日期       |
| ---------------------- | --------------------------- | ------------------ | -------------- | -------------------- | -------------------- | -------------- |
| 阿根廷（旧版）         | Salven el millón            | 苏珊娜·希门尼斯    | Telefe         | 一百万阿根廷比索     | 77.48万元            | 2011年6月9日   |
| 阿根廷（新版）         | Salven los millones         | 苏珊娜·希门尼斯    | Telefe         | 二百万阿根廷比索     | 154.96万元           | 2013年5月23日  |
|                        | The Million Dollar Drop     | 埃迪·麦圭尔        | Nine网络       | 一百万澳大利亚元     | 581.33万元           | 2011年3月21日  |
| 巴西                   | Um Milhão na Mesa           | 西尔维奥·桑托斯    | SBT            | 一百万巴西雷亚尔     | 278.38万元           | 2011年9月21日  |
| 柬埔寨                 | 200 Million Money Drop      | Chea Vibol         | Hang Meas HDTV | 兩亿柬埔寨瑞爾       | 30.88万元            | 2014年4月19日  |
| 智利                   | Atrapa los Millones         | 唐·弗朗西斯        | 十三频道       | 四亿智利比索         | 446.73万元           | 2012年3月25日  |
| 中华人民共和国（旧版） | 最强喜事                    | 马可 孙国庆        | 贵州卫视       | 30次或50次环球旅行   | 未知                 | 2011年7月24日  |
| 哥伦比亚               | Millones por montones       | 玛丽亚·何塞·巴拉扎 | Canal Caracol  | 十亿哥伦比亚比索     | 323.95万元           | 2011年7月25日  |
| 法國                   | Money Drop                  | 劳伦斯·博科里尼    | 法国一台       | 二十五万欧元         | 214.67万元           | 2011年8月1日   |
| 印度（）               | ಕಯ್ಯಲ್ಲಿ ಕೋತಿ - ಹೆಲ್ಬಿತ್ತು ಹೋದೀ         | 西·库马尔          | Udaya TV       | 一千万印度卢比       | 102.88万元           | 2012年3月17日  |
| 印度（馬拉雅拉姆語）   | കൈയ്യില്‍ ഒരു കോടി                   | 马姆塔·莫罕达斯    | Surya TV       | 一千万印度卢比       | 102.88万元           | 2012年3月26日  |
| 印度（文）             | கையில் ஒரு கோடி - ஆர் யு ரெடி         | 瑞希               | Sun TV         | 一千万印度卢比       | 102.88万元           | 2012年3月10日  |
| 印度（泰卢固文）       | కో అంటే కోటి - మే సొంతం చేస్కొండి         | 加格帕提·巴布      | Gemini TV      | 一千万印度卢比       | 102.88万元           | 2012年3月26日  |
| 奈及利亞（英文）       | The Money Drop              | 吉迪恩·欧克        | Africa Magic   | 十万美元             | 62.27万元            | 2013年1月13日  |
| 菲律賓                 | The Million Peso Money Drop | 维克·索托          | TV5            | 一百万菲律宾比索     | 14.00万元            | 2012年10月14日 |
| 塞爾維亞               | Multimilioner               | 德拉甘·尼科里奇    | RTV Pink       | 一千万塞尔维亚第纳尔 | 70.45万元            | 2011年9月13日  |
| 斯洛維尼亞             | Denar Pada                  | 尤纳斯·尼达奇      | Planet TV      | 十万欧元             | 85.91万元            | 2013年4月10日  |
| 南非（英文）           | Million Rand Money Drop     | 布西西韦·路拉依    | M-Net          | 一百万南非兰特       | 59.33万元            | 2013年4月3日   |
| 美国                   | Million Dollar Money Drop   | 凯文·波拉克        | Fox            | 一百万美元           | 622.73万元           | 2010年12月20日 |
| 乌拉圭                 | Salven el Millón            | 乔治·皮尼卢拉      | 10频道         | 一百万乌拉圭比索     | 27.17万元            | 2012年8月21日  |

注：表中主持人的中文译名仅供参考。

### 台湾：《欢乐智多星》
2011年，台湾卫视中文台播出《欢乐智多星》节目，由胡瓜主持，每周播出四期。其中“奖金挑战赛”的单元规则是，挑战者手上有三十万新台币元（折合人民币81936元），选项至少3项，共需回答5题。其他规则与前述原版基本规则类似。
当年3月节目开播后不久，Endemol英国公司发现该节目不经其授权而擅自制作与播出以上内容，遂向台湾制作方发出律师函，要求停播该节目。得知该节目仍在播出，9月英方向台湾再发函，并派出律师控诉台湾制作方。事后台湾方面拒绝回应。现在该节目仍在台湾播出，不受Endemol版权保护。

## 链接
1. ↑   （页面存档备份，存于），（英文）英国《每日邮报》：Red-faced Channel 4 hand Million Pound Drop couple £325,000 reprieve after admitting it was wrong on Doctor Who.
2. ↑   （页面存档备份，存于），（英文）英国《明镜》周刊：Million Pound Drop quiz couple lose £325,000 on 'right' answer about Doctor Who.
3. ↑   （页面存档备份，存于），（繁体中文）《欢乐》进入司法程序！媒体报道不实将依法追究。